# Ống kính Canon EF-S 17–55mm
Canon EF-S 17–55mm f/2.8 IS USM là ống kính zoom chuẩn của Canon sử dụng cho các máy ảnh DSLR sử dụng cảm biến APS-C 1.6. Nó có trường nhìn quy đổi trên full-frame là 27-88mm. 17-55 IS USM được bán rời, hoặc làm ống kính bộ cho 7D, 60D
Tại Việt Nam (10-2016), 17-55 IS USM được bán với giá 11-16 triệu, tùy theo tình trạng ống, tuy nhiên, khá ít người sử dụng ống này do giá khá cao, một số ống khác như 17-50 f/2.8 của các hãng thứ ba như Tamron hay Sigma được dùng rộng rãi hơn do vẫn có khẩu độ 2.8 nhưng giá chỉ bằng 1/2 hay 1/3.

## Tổng quan
Nó được đánh giá là ống kính zoom đa dụng tốt nhất của dòng EF-S, chất lượng quang học tương đương với các ống cao cấp dòng L. 
Với khẩu độ khá lớn 2.8, cùng với cơ cấu ổn định hình ảnh 3 stop, 17-55 vô cùng hữu ích khi sử dụng trong các môi trường thiếu ánh sáng so với ống kit 18-55 f/3.5–5.6 không có IS, và hơn nữa do kích thước khá lớn, thậm chí nhỉnh hơn một số ống dòng L như 24-105L nên 17-55 khá vừa tay. Phiên bản mới của ống 18-55 có ổn định hình ảnh tới 4 stop, tuy nhiên khẩu độ tối đa chỉ đạt 3.5 ở 18mm hay 5.6 ở 55mm nên vẫn kém hơn 17-55.
Tuy nhiên, ống này nhận nhiều phản ánh tiêu cực từ người dùng do bị lóe hình nếu không sử dụng hood cũng như chất lượng ảnh không tốt khi sử dụng các filter. 17-55 bị tối góc khi dùng ở khẩu độ f/2.8 với 0,5-1 EV tại mọi tiêu cự, mặc dù các thân máy Canon hiện nay đã có trình sửa lỗi ống kính.
Đồng thời, 17-55 cũng bị quang sai nhẹ ở mép các vùng tương phản cao và góc hình. Cũng như các ống zoom khác, 17-55 cũng bị méo hình, nhưng không đáng kể.
Một số người dùng phàn nàn rằng có bụi lọt vào ống kính của họ.

### Chất lượng
17–55mm không phải ống kính dòng L, nhưng nó có các thành phần được sử dụng trong các ống dòng L như 2 thấu kính UD (ultra-low dispersion), do đó 17-55 có chất lượng quang học tương đương dòng L. Một số người dùng cho rằng quyết định không định danh ống này thuộc dòng L là đúng đắn, tuy nhiên theo Canon vì ống này chỉ dùng cho các máy cảm biến APS-C 1.6x (ngàm EF-S) nên không thể xếp vào dòng L. Mặc dù không có thiết kế khung vỏ như các ống dòng L (vỏ nhựa thay vì kim loại) nhưng nó vẫn chắc chắn hơn EF-S 17–85mm.

## Thông số kỹ thuật
| Hình ảnh                    |                        |
| Đặc điểm chính              |                        |
| Tương thích với full-frame  | Không                  |
| Ổn định hình ảnh            | Có                     |
| Chống thời tiết             | Không                  |
| USM                         | Có, dạng vòng          |
| Dòng L                      | Không                  |
| Giảm nhiễu xạ quang học     | Không                  |
| Short-back focus            | Có                     |
| Dữ liệu kỹ thuật            |                        |
| Khẩu độ (lớn nhất-nhỏ nhất) | f/2.8 / f/22           |
| Cấu trúc                    | 12 nhóm / 19 thấu kính |
| Số lá khẩu                  | 7                      |
| Khoảng lấy nét gần nhất     | 0,35m                  |
| Độ phóng đại tối đa         | 0.17x (ở tiêu cự 55mm) |
| Góc nhìn ngang              | 68°40'–23°20'          |
| Góc nhìn dọc                | 48°–15°40'             |
| Góc nhìn chéo               | 78°30'–27°50'          |
| Dữ liệu vật lý              |                        |
| Khối lượng                  | 645g                   |
| Đường kính lớn nhất         | 83,5mm                 |
| Chiều dài                   | 110,6mm                |
| Đường kính filter           | 77mm                   |
| Phụ kiện                    |                        |
| Hood                        | EW-83J                 |
| Thông tin ra mắt            |                        |
| Ngày công bố                | 2006                   |
| Đang sản xuất               | Có                     |
| Giá khởi điểm US$           | $1179,99               |

## Ống tương tự
Trong dòng ống kính EF-S, 17-55 thường được so sánh với EF-S 18–55mm f/3.5–5.6 - ống kính bộ rẻ tiền cho các máy dòng xxxD; EF-S 17–85mm f/4–5.6 IS USM, nằm giữa 18–55mm và 17–55mm trên một vài khía cạnh — phụ thuộc vào việc nó được đem so sánh với phiên bản nào của họ 18-55, phiên bản 18-55 IS STM ra mắt năm 2013 có chất lượng quang học nhỉnh hơn 17-85, cơ cấu IS đến 4 stop; ngoài ra 17-85mm cũng hơn 18-55mm ở dải tiêu cự. Và EF-S 15–85mm f/3.5–5.6 IS USM, có chất lượng khung vỏ tương đương 17-55 và dải tiêu cự lớn nhất trong 4 ống này.
Thường thì do chất lượng và giá thành cao nên 17-55 thường được so sánh với EF 17–40mm f/4L USM, có chất lượng ảnh tương đương và thuộc dòng L mà 17-55 không có, dù 17-55 có khẩu độ lớn hơn và cơ cấu ổn định hình ảnh. Ngoài ra nó cũng có thể dược so sánh với họ 24-70, trong đó có 2 phiên bản có khẩu độ f/2.8 không có IS và 1 phiên bản f/4 có IS. Khi lắp lên thân máy (full-frame cho 24–70, và APS-C 1.6x cho 17–55), thì có thể coi như 2 ống kính này có trường nhìn tương đương nhau. Việc có thêm cơ cấu ổn định hình ảnh IS cho 17-55 khiến nó vượt trội hơn 24-70 khi sử dụng ở nơi ít ánh sáng. 17–55 và 24–70 f/4 cùng có cơ cấu IS, nhưngg 17-55 có nhiều hơn 1-stop. Dù sao, đối với nhiều người dùng Canon, họ vẫn coi 17-55 như 24-70 của APS-C 1.6x.
Ống EF 28–90mm, có dải tiêu cự tương tự khi dùng trên full-frame, nhưng chỉ là ống kính bộ rẻ tiền, không có ổn định hình ảnh, kết cấu khung vỏ và chất lượng quang học kém hơn.